# La Gonfrière
La Gonfrière ist eine französische Gemeinde mit 274 Einwohnern (Stand: 1. Januar 2022) im Département Orne in der Region Normandie. Sie gehört zum Kanton Rai und zum Arrondissement Mortagne-au-Perche.

## Lage
Nachbargemeinden sind La Ferté-en-Ouche im Norden, Gauville im Nordosten, Saint-Nicolas-de-Sommaire im Osten, Saint-Symphorien-des-Bruyères im Südosten, Saint-Evroult-Notre-Dame-du-Bois im Südwesten sowie Touquettes und La Trinité-des-Laitiers im Westen.

## Bevölkerungsentwicklung
| Jahr      | 1962 | 1968 | 1975 | 1982 | 1990 | 1999 | 2008 | 2015 |
| --------- | ---- | ---- | ---- | ---- | ---- | ---- | ---- | ---- |
| Einwohner | 232  | 186  | 168  | 167  | 190  | 236  | 286  | 310  |